# Alexandre de Serpa Pinto
Alexandre Alberto da Rocha de Serpa Pinto, 1.º Visconde de Serpa Pinto GOSE (Quinta das Poldras, Tendais, Cinfães, 20 de Abril de 1846 – São José, Lisboa, 28 de Dezembro de 1900), foi um militar, explorador e administrador colonial português.

## Biografia
Nasceu na casa e quinta das Poldras, na freguesia e paróquia de Tendais, no concelho de Cinfães, no dia 20 de Abril de 1846, filho do Miguelista José da Rocha e Miranda de Figueiredo (Tendais, Cinfães, 17 de Abril de 1798 – Porto Antigo, São Miguel de Oliveira, Cinfães, 1898), médico, e de sua mulher Carlota Cacilda de Serpa Pinto (nascida em 1817), sendo neto materno homónimo do famoso liberal, militar e político Alexandre Alberto da Rocha de Serpa da Costa Pinto (falecido em 1839) e de sua mulher Joaquina Antónia de Lacerda da Silveira de Ataíde e Vasconcelos (falecida a 21 de Maio de 1829), o primeiro filho de António de Serpa Pinto da Costa (nascido a 11 de Junho de 1743) e de sua mulher Ana Angélica Maria de Abreu (nascida a 6 de Outubro de 1755). Foram seus tios maternos António de Serpa Pinto (1812 - 1887), casado com Quitéria Augusta (1818 - 19 de Fevereiro de 1888), e José Maria de Serpa Pinto (nascido em 1819).
Ingressou no Real Colégio Militar com dez anos e aos dezassete tornou-se no seu primeiro Comandante de Batalhão.
Serpa Pinto viajou pela primeira vez até à África Oriental em 1869 numa expedição ao rio Zambeze. Integrava uma coluna de quase mercenários, cujo objectivo conhecido era o de enfrentar as milícias do Bonga, que já infligira nas tropas portuguesas várias e humilhantes derrotas. Mas Serpa Pinto integra a coluna como técnico, avaliando a rede hidrográfica e a topografia local, pelo que podemos inferir ou suspeitar dos intuitos não apenas bélicos, mas de interesse estratégico no reconhecimento e posterior controle da região.
Casou em 1872 com Angélica Gonçalves Correia de Belles, natural de Faro, filha de Pedro Luís Correia de Belles e de sua mulher Maria Joaquina Gonçalves. Tiveram uma filha, Carlota Laura Dulce de Serpa Pinto (Casa de Porto Antigo, Oliveira do Douro, Cinfães, 25 de Dezembro de 1872 - Encarnação, Lisboa, 11 de Dezembro de 1948), escritora, que casou em 1890 com Eduardo de Sousa dos Santos Moreira (Conceição da Praia, Salvador, Bahia, Brasil, 15 de Abril de 1865 - Lisboa, 18 de Abril de 1935), tendo três filhos: Alexandre (1892), Jorge (1894) e José (1897) de Serpa Pinto Moreira.
Em 1877, Serpa Pinto é nomeado por Decreto de 11 de Maio para participar numa expedição científica à África Central, da qual também faziam parte os oficiais da marinha Hermenegildo Capelo e Roberto Ivens. Segundo o decreto, foram nomeados «para comporem e dirigirem a expedição que há-de explorar, no interesse da ciência e da civilização', os territórios compreendidos entre as províncias de Angola e Moçambique, e estudar as relações entre as bacias hidrográficas do Zaire e do Zambeze… »  Este objectivo constituía uma vitória de José Júlio de Bettencourt Rodrigues sobre Luciano Cordeiro dado que este último tinha lutado por uma travessia de costa a costa, passando pela região dos grandes lagos da África Central.. Feito o trajecto Benguela-Bié, divergências entre Serpa Pinto e Brito Capelo levam a expedição a dividir-se, com Serpa Pinto, por sua iniciativa a tentar a travessia até Moçambique. Na verdade Luciano Cordeiro que nunca se tinha conformado com o facto da expedição não ser de costa a costa veio a encontrar em Serpa Pinto um irmão do mesmo sonho, já que Serpa Pinto sonhava desde longa data com uma empresa grandiosa em África. Desde o princípio da viagem Serpa Pinto tenta desviar os objectivos da expedição. Capelo e Ivens recusam-se ao que consideram ser “os desvarios de Serpa Pinto” e cognominando-o de falsário participam a separação. Serpa Pinto acabou por falhar o seu objectivo, pois não o conseguiu como pretendia, atingir qualquer ponto da costa moçambicana, como foi sua declarada intenção. Chegou, no entanto, a Pretória, e posteriormente a Durban. Brito Capelo e Roberto Ivens mantiveram-se fiéis ao projecto inicial concentrando as atenção na missão para que haviam sido nomeados, ou seja nas relações entre as bacias hidrográficas do rio Zaire e do rio Zambeze. Mais tarde, Capelo e Ivens explicaram que não tinham "o direito de divagar nos sertões, por onde quiséssemos, dirigindo o nosso itinerário para leste ou norte".
A expedição de Serpa Pinto tinha como objectivo fazer o reconhecimento do território e efectuar o mapeamento do interior do continente africano, para preparar a entrada de Portugal na discussão pela ocupação dos territórios africanos que até então apenas utilizara como entrepostos comerciais ou destino de degredados. A «ocupação efectiva», sobre a ocupação histórica, determinada pelas actas da Conferência de Berlim (1884–1885) obrigou o Estado Português a agir no sentido de reclamar para si uma vasta região do continente africano que uniria as províncias de Angola e Moçambique (então embrionárias) através do chamado "mapa cor-de-rosa"; esta intenção falhou após o ultimato britânico de 1890, o «incidente Serpa Pinto», já que nela interveio o explorador, ao arrear as bandeiras inglesas, num espaço cobiçado e monitorizado pela rede de espionagem do Reino Unido, junto ao lago Niassa.
A aventura de Serpa Pinto, travessia solitária e arriscada, moldaram a imagem de um homem intrépido que concedeu ao militar uma aura de heroicidade necessária às liturgias cívicas e às celebrações dos feitos passados, quando Portugal atravessava uma grave crise política e moral. Nesse sentido a sua figura foi explorada como o novo herói, das novas descobertas que já não passavam por sulcar os mares, mas rasgar as selvas e savanas de África como forma de manutenção do prestígio internacional na arena diplomática europeia.
Faleceu com 54 anos de idade, em casa, na Rua da Glória, número 21, primeiro andar, freguesia de São José, de Lisboa, vítima de várias complicações, tanto cardíacas, como pulmonares e neurológicas. Deixou a viúva, Angélica de Serpa Pinto, que ficou doente, e a filha Carlota, já casada e com filhos. Teve o seu funeral honras de estado e foi acompanhados pelas figuras mais ilustres do país, sendo sepultado no jazigo da família, no Cemitério dos Prazeres.
Conotado com a ala direita dos partidos monárquicos portugueses, por um dos quais foi três vezes deputado (partido Regenerador), o seu nome feneceu depois de 1910, por um lado pela necessidade de exaltação das novas figuras heróicas republicanas e pela cristalização do espaço colonial europeu pós-guerra (1914–1918). A sua figura é ressuscitada pela filha, Carlota de Serpa Pinto, figura de relevo no meio cultural lisboeta, que o glorifica como ídolo heróico do Estado Novo, aventureiro e administrador colonial, em detrimento do político e cientista (embora este estatuto que, por vezes, lhe foi imposto, seja o mais discutido de todos). Autora de uma biografia de seu pai, "A Vida Breve e Ardente de Serpa Pinto", Lisboa, Agência Geral das Colónias, 1937.
Foi nomeado cônsul-geral para o Sultanato de Zanzibar em 1885 e governador-geral de Cabo Verde em 1894.
Tanto o Rei D. Luís I de Portugal como o seu filho D. Carlos I de Portugal nomearam-no seu Ajudante de Campo e o segundo concedeu-lhe, em duas vidas, o título de 1.º Visconde de Serpa Pinto (1899). Foi feito Grande-Oficial da Real Ordem Militar de Santiago da Espada.
A vila de Menongue, no sudeste de Angola, foi chamada Serpa Pinto até 1975 em alusão a este explorador.
Em Cinfães existe o Museu Serpa Pinto, que alberga algum do espólio duma das figuras mais importantes da localidade.
É sua parente a jornalista e apresentadora noticiosa da SIC Notícias Maria Nelma Rocha Guimarães Serpa Pinto.[carece de fontes].

## Obra Literária
- Como eu atravessei a África (Vol. I) (eBook)
- Como eu atravessei a África (Vol. II) (eBook)